# Paysage avec saint Jean à Patmos
Paysage avec saint Jean à Patmos est un tableau réalisé par le peintre français Nicolas Poussin en 1640. Cette huile sur toile est une peinture chrétienne qui représente Jean l'Évangéliste occupé à écrire près d'un aigle, son attribut, assis dans un paysage où se remarquent des ruines antiques, sur l'île de Patmos, en mer Égée. Achetée en 1930, l'œuvre est conservée depuis lors à l'Art Institute of Chicago, à Chicago, dans l'Illinois, aux États-Unis.